# یان هژمانک
یان هژمانک (چکی: Jan Heřmánek; ۲۸ مهٔ ۱۹۰۷ – ۱۳ مهٔ ۱۹۷۸) بوکسور اهل چکسلواکی بود.